# Georg Wille

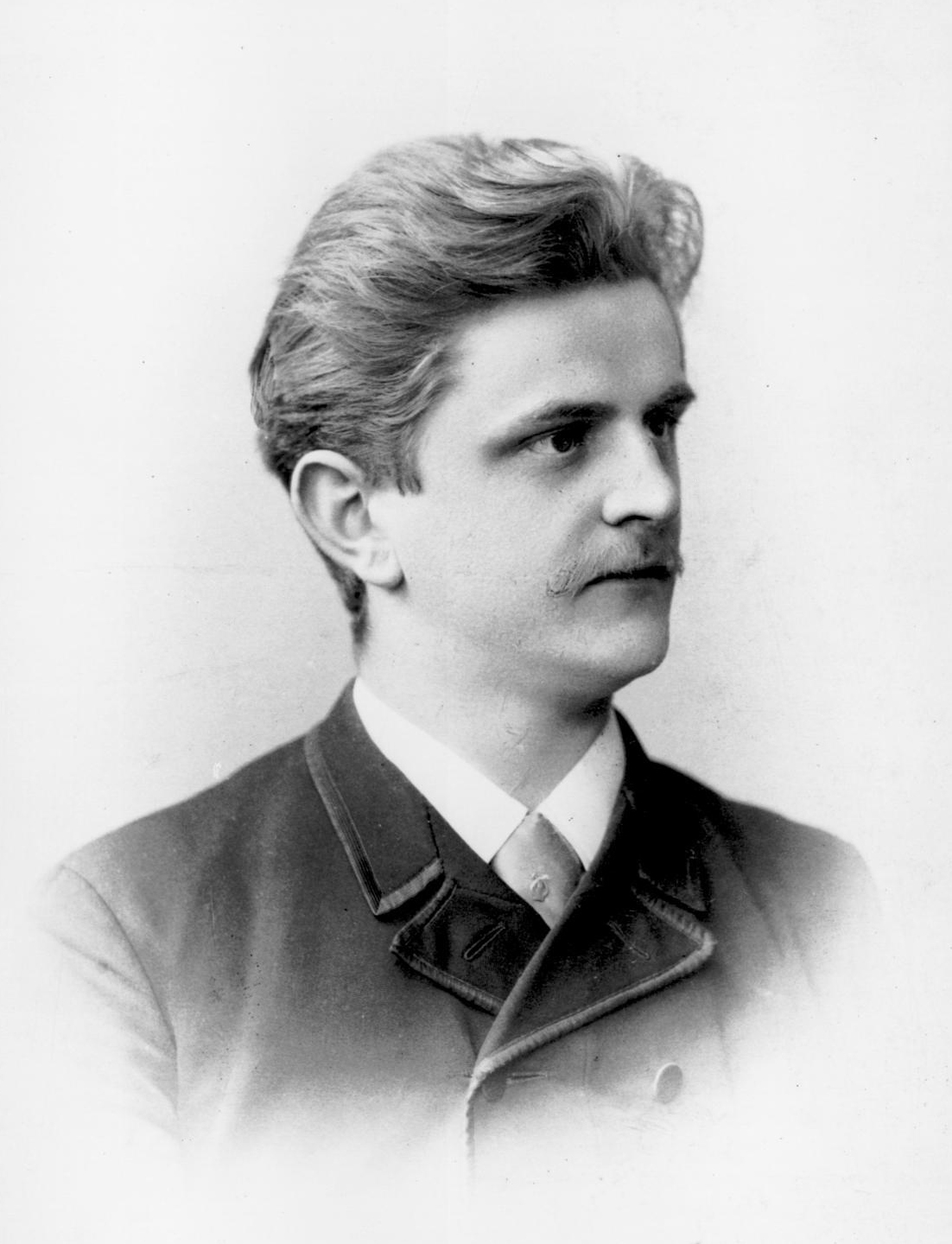
Georg Wille (vor 1899)

Georg Wille (* 20. September 1869 in Greiz; † 9. November 1958 in Dresden) war ein deutscher Cellist und Pädagoge.

## Leben
Wille wurde 1869 als Sohn des Greizer Stadtmusikdirektors Gustav Wille in der Residenzstadt des Fürstentums Reuß älterer Linie geboren. Nachdem er den ersten Musikunterricht von seinem Vater erhalten hatte, wurde er von 1885 bis 1890 Violoncelloschüler im Hauptfach bei Julius Klengel, Solocellist des Gewandhauses und Professor am Leipziger Konservatorium. Dort erhielt er auch den Schumann-Preis. In Theorie und Komposition wurde er vom Bachforscher Wilhelm Rust ausgebildet.
Von 1889 bis 1899 war er Mitglied des  Gewandhausorchesters Leipzig. Er begann als Aspirant des Stadtorchesters, wurde 1891 in den Orchester-Pensionsfonds aufgenommen bzw. Stellvertretender Solo-Cellist und 1891 in der Nachfolge von Carl Schroeder zum Solo-Cellisten befördert. Von 1891 bis 1899 war er zudem Mitglied im Gewandhaus-Quartett. In Leipzig gehörte er auch der Freimaurerloge Minerva zu den drei Palmen an.
Im Jahr 1899 wechselte er an die Hofkapelle zu Dresden, wo er bis 1925 als Solo-Cellist tätig war. 1902 wurde er Hofkonzertmeister und 1908 königlicher Professor am Dresdner Konservatorium. Er initiierte in Dresden die Orchesterschule mit, deren Leitung er ab 1925 innehatte. Außerdem leitete er das dortige Schülerorchester und errichtete 1927 eine Förderstiftung. Bis 1944 war er einziges Ehrenmitglied der Dresdner Kapelle. Von 1889 bis 1914 war er Mitglied im Dresdner Petri-Quartett. Nach dem Tod Henri Petris wurde das Streichquartett, in dem er weiterhin tätig war, in Dresdner Streichquartett der Königlichen Kapelle umbenannt und von Gustav Havemann (ab 1923 Max Strub) als Primarius übernommen. Als Musiker trat er u. a. mit Johannes Brahms und Artur Rubinstein auf. Musikschuldirektor Bruno Hinze-Reinhold versuchte Wille 1926 als Lehrer an die Staatliche Musikschule Weimar zu holen, was allerdings an dem geringen Gehaltsangbot scheiterte.
Im Hamburger Verlag von Daniel Rahter gab er Tonleiter-Studien für Violoncello heraus.
Seine Brüder Alfred Wille (1868–1950) und Paul Wille (1873–1929) waren ebenfalls Orchestermusiker.

## Auszeichnungen
Im Jahr 1901 wurde er mit dem Verdienstorden für Kunst und Wissenschaft (Anhalt) ausgezeichnet. Außerdem erhielt er den Hausorden Albrechts des Bären. Anlässlich seines 80. Geburtstages wurde er 1949 Ehrenbürger der Stadt Greiz.